# Parla Norte
El Distrito de Parla Norte está formado por los diferentes barrios que se ubican en el norte de la ciudad madrileña de Parla. Se localiza el perímetro desde la entrada Norte del municipio, por donde se ubica los polígonos industriales (Los borrachitos y Gracia Rivera), cercanos a la Cantueña, hasta llegar al bulevar Norte (Bulevar de Francisco Tomas y valiente), donde encuentra la estación de cercanías aproximadamente hacia el límite con la iglesia vieja, cogiendo la mitad del centro de la ciudad y los barrios de Casco viejo, La Fuente, La Laguna, La Granja, El Nido, Villayuventus, Barrio 2001, Parla Centro y San Ramón. Por otro lado con la evolución del municipio, hay zonas que antes se consideraban como Parla Norte y en la actualidad se ubican más a Parla Centro. Se espera una actualización en un futuro con un nuevo barrio en la zona norte del municipio denominada en proyecto como Pau-7.

## Clasificación de Barrios

### Noroeste
- Casco Viejo
- La Fuente
- La Laguna
- La Granja
- El Nido
- Villa Juventus I (Villayuventus I)

### Noreste
- Barrio 2001
- Centro
- San Ramón
- Villa Juventus II (Villayuventus II)